# Bartosz Bosacki
Bartosz Bosacki (Poznań, Polonia, 20 de diciembre de 1975) es un exfutbolista polaco que jugaba de defensa y su último equipo fue el Lech Poznań de la Ekstraklasa de Polonia.

## Biografía
Bosacki comenzó su carrera en un club de su ciudad, el SKS 13 Poznań, antes de fichar por el Lech Poznań, con el que, en abril de 1995, debutó en la máxima categoría del fútbol polaco. 
En 1998, Bosacki se enroló en el Amica Wronki, club con el que conquistó dos veces la Copa de Polonia. En 2002 regresó al Lech Poznań, desde donde dio el salto a la Bundesliga en la temporada 2004/05, al fichar por el Núremberg. Sin embargo, las lesiones redujeron su participación a tan sólo diecisiete partidos, por lo que en enero de 2006 rescindió su contrato con el Núremberg y volvió de nuevo a Poznań. Su primera aparición con la selección nacional polaca se produjo en febrero de 2002, en un partido contra las Islas Feroe. 
Bartosz Bosacki se incorporó a última hora a la expedición de Polonia para la Copa Mundial de la FIFA Alemania 2006 en sustitución de Damian Gorawski, que tuvo que renunciar a su participación en la fase final debido a problemas cardíacos.

## Clubes
- Lech Poznań 1995-98

- Amica Wronki 1998-02

- Lech Poznań 2002-04

- FC Nürnberg 2004-06

- Lech Poznań 2006-11